# نهر سالوين

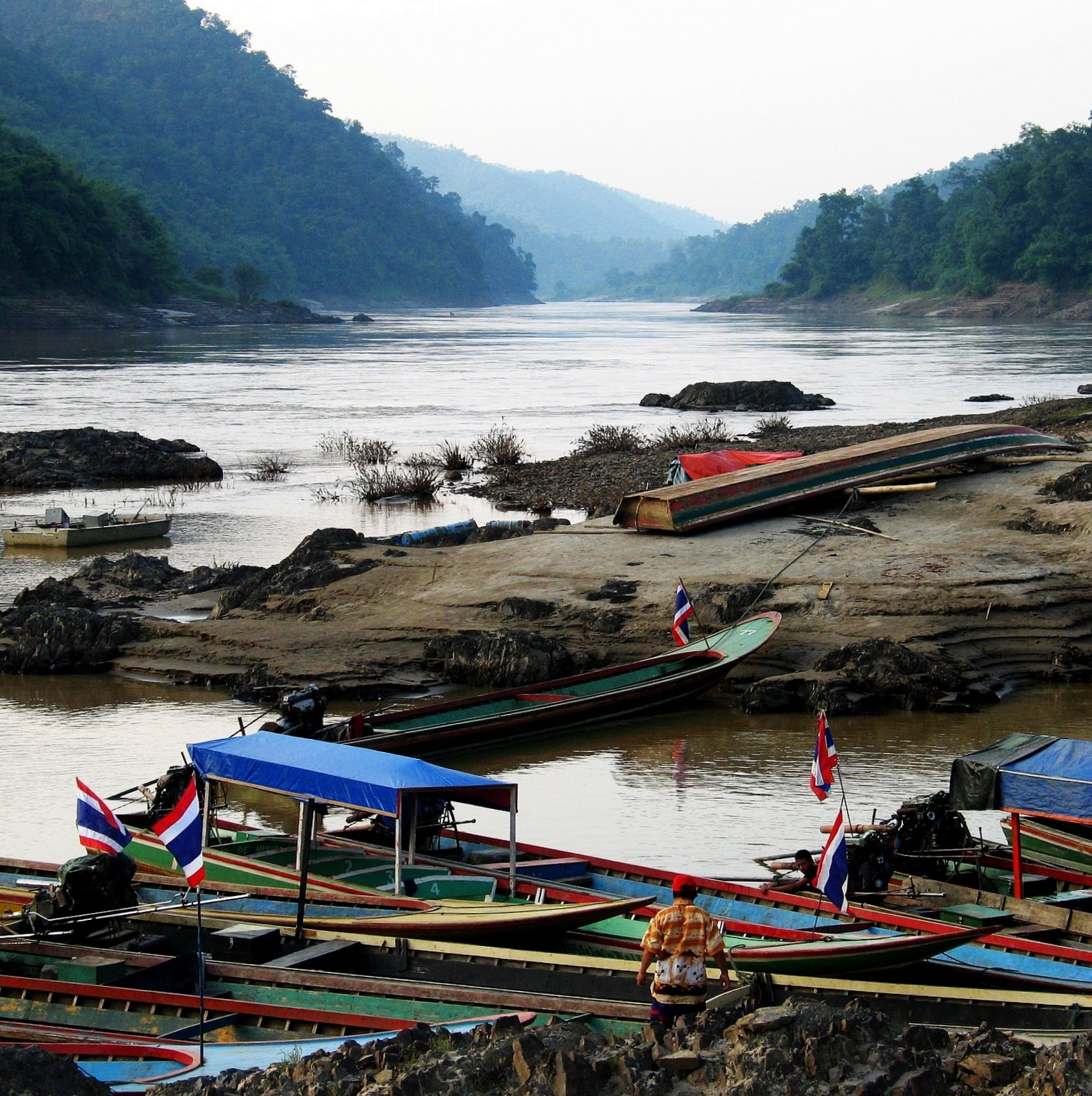
نهر سالوين عند الحدود بين تايلند وميانمار

نهر سالوين يبلغ طوله حوالي 2,815 كيلومتر (1,749ميل)، ويتدفق من هضبة التبت ويصب في بحر أندامان في جنوب شرق آسيا. ويقوم النهر بتصريف مستجمع مائي ضيق وجبلي تبلغ مساحته 324,000 كيلومتر مربع (125,000 ميل2) ويمتد إلى دول الصين وبورما وتايلاند. وتعمل حواجز الوديان شديدة الانحدار على تغذية نهر سالوين السريع الخالي من السدود، والذي يُعد أحد أطوال الأنهار حرة التدفق في العالم. والمستجمع المائي الممتد الخاص بالنهر يدعم التنوّع البيولوجي مقارنة بنهر ميكونغ ويُعد موطنًا لحوالي 7 ملايين شخص. وفي عام 2003م، تم إدراج ثلاثة أجزاء رئيسة من المستجمع المائي الأوسط للنهر ضمن الأنهار المتوازية الثلاثة لمناطق يونان المحمية، التي تُعد أحد مواقع التراث العالمي المحددة من قِبل اليونسكو.
ووصل أول من عاش في سالوين المنطقة قبل آلاف السنين، ولا يزالون معزولين نسبيًا عن بقية العالم. والنهر صالح للملاحة فقط حتى 90 كيلومتر (56 ميل) من المصب، وفي موسم الأمطار فقط.
وتم إنشاء طريق بورما ما بين 1937م و 1938م أثناء الحرب الصينية اليابانية الثانية وعبر النهر عند جسر هويتونغ. وتم تفجير جسر هويتونغ من قِبل الجيش الصيني المتقهقر وأصبح النهر خط المواجهة خلال الفترة من 1942م إلى 1944م.
وتم إطلاق حملة سالوين خلال الحرب العالمية الثانية، من أجل تحرير الصين المحتلة وفتح طريق بورما مرة أخرى وربطه بطريق ليدو.
وبدأ قطع الأشجار في المناطق الجبلية المحيطة بسالوين في أواخر القرن العشرين، وأدّى هذا إلى تدمير النظام البيئي للنهر. وفي السنوات الأخيرة، كان هناك عدد من المقترحات لسد نهر سالوين في الصين، الأمر الذي أثار مخاوف بيئية ومعارضة شديدة. وجارٍ حاليًا إنشاء سد واحد على الأقل على أحد روافد نهر سالوين في إقليم يونان الصيني ومن المتوقع إنشاء المزيد لاحقًا.

## التسمية
نهر سالوين
(بالبورمية: သံလွင်မြစ်)،
(البينيين: Nù Jiāng)؛
لغة شان: ၼမ်ႉၶူင်း؛
تُنطق أيضًا Salwine؛ Salawin،
اللغة التايلاندية؛ Gyalmo Ngulchu،
لغة التبت؛ Thanlwin،
اللغة البورمية؛ Nu Jiang، والتي تعني «نهر الغضب»
باللغة الصينية (يُسمى النهر في الواقع على اسم قبيلة «نو» التي تعيش في المنطقة غير أنه لا يوجد باللغة الصينية مخرج صوتي لاستخدام حرف ذي صوت مماثل كـ "Nu"، وهذا هو الحرف الذي يشير إلى الغضب)

## كتابات أخرى
- Three Parallel Rivers of Yunnan Protected Areas at whc.unesco.org
- Three Parallel Rivers Protected Area at www.eoearth.org
- Nature Conservancy: Gongshan Nature Reserve The Nature Conservancy
- Rivers Watch East and Southeast Asia
- NuJiang River Project
- Hydrometeorological Approach to the Upper Salween River (USRB) - copyright by Dr. Christophe Lienert, Geographical Institute of the University of Berne and Kunming Institute of Botany
- China Rivers Project
- Last Descents River Expeditions
- A history of first raft and kayak descents of the Salween in Tibet and Yunnan, China.

## وصلات خارجية
- Phoel, Cynthia M., "Bargaining Power", in Oxfam Exchange, Fall 2004.
- Salween River Watch NGO
- Three Parallel Rivers of Yunnan Protected Areas
- Three Parallel Rivers Protected Area
- NuJiang River Project
- Salween First Descent
- Water Diversion from the Salween to the Chaophraya River